# بومر (ویرجینیای غربی)
بومر(به انگلیسی: Boomer) شهری در ایالت ویرجینیای غربی کشور ایالات متحده آمریکا است که جمعیت آن در سرشماری سال ۲۰۱۰ میلادی، ۶۱۵ نفر بوده‌است.